# Panamá nos Jogos Paralímpicos de Verão de 2004
Panamá participou dos Jogos Paralímpicos de Verão de 2004, que foram realizados na cidade de Atenas, na Grécia, entre os dias 17 e 28 de setembro de 2004.
A nação conquista a medalha de prata nos 5 000 m masculino - T13 nesta edição das Paralimpíadas.